# 安陸郡
安陆郡，南北朝到唐朝的郡。

## 建置沿革

### 南北朝
宋孝武帝孝建元年（454年），分江夏郡之安陸縣立安陆郡，包括今湖北省安陆市、云梦县、应城市，治所在安陆县（今湖北省安陆市），屬郢州。宋明帝泰始六年（470年），江夏郡之曲陵縣改屬安陸郡。宋後廢帝元徽四年（476年），安陸郡改屬司州，成為司州的治所。南朝齊時，安陸郡領五縣：安陸、應城、新市、新陽、宣化。
南朝梁時，分安陸縣置平陽縣。太清三年（549年），南梁陷于侯景之乱时，萧詧与叔父湘东王萧绎内斗。萧绎派司州刺史柳仲礼镇竟陵。柳抵达安陆时，太守沈勰以城降。柳以长史马岫和其弟柳子礼守城。冬十一月，西魏武将楊忠围安陆郡。次年（550年）正月，柳仲礼救援陆，被杨忠逆击于淙头，柳被擒。马岫以城降之，地入西魏。大統十七年（551年），南梁邵陵王蕭綸攻打安陆，大将军杨忠讨擒之。行政上，西魏廢梁之司州，改置安州，安陸為安州的治所，改平陽縣為京池縣，分安陸縣置雲夢縣。

### 隋唐
隋文帝开皇三年（583年），廢安陸郡，其地屬安州。隋煬帝大業初，改京池縣為吉陽縣。大業三年（607年），改安州为安陸郡。安陸郡領八縣：安陸、孝昌、吉陽、應陽、雲夢、京山、富水、應山。
唐高祖武德四年（621年），平王世充，改安陸郡為安州。唐玄宗天寶元年（742年），改安州為安陸郡。安陸郡領六縣：安陸、孝昌、雲夢、應城、吉陽、應山。唐肃宗乾元元年（758年），復改安陸郡為安州。

## 人口
- 宋孝武帝大明八年（464年），安陸郡有6043戶，25084口。[1]
- 隋煬帝大業五年（609年），安陸郡有68042戶。[6]
- 唐玄宗天寶十三載（754年），安陸郡有22221戶，171202口。[3]

## 行政長官

### 安陸太守（465年—478年）
- 戴明寶，南東海丹徒人，宋明帝泰始中在任。[7]

### 安陸內史（482年—499年）
- 蕭穎冑，字雲長，蘭陵人，齊武帝永明中在任。[8]

### 安陸太守（499年—557年）
- 夏侯亶，字世龍，譙郡譙人，梁武帝天監八年（509年）到十二年（513年）領。[9]
- 張惠紹，字德繼，義陽人，梁武帝天監十二年（513年）到十五年（516年）領。[10]
- 康絢，字長明，華山藍田人，梁武帝天監十五年（516年）到十八年（519年）領。[10]
- 夏侯夔，字季龍，譙郡譙人，梁武帝普通七年（526年）到大通二年（528年）領。[9]

### 安陸郡太守（742年—758年）
- 吴纳（天宝年间）
- 苑咸（天宝末年—758年），字咸，马邑善阳人，唐玄宗天寶末出任。[11]
- 李长（至德年间）[12]

## 國主

### 南朝宋安陸國（458年—465年）
| 安陸國（458年—465年）丨食邑2000戶 |          |      |        |             |              |
| 代數                              | 封爵     | 謚   | 姓名   | 在位時間    | 備註         |
| 1                                 | 安陸郡王 | 宣王 | 劉叡   | 458年追封   | 劉義恭第二子 |
| 2                                 | 安陸郡王 |      | 劉子綏 | 458年—465年 | 劉叡從父兄子 |

### 南朝宋安陸國（478年）
| 安陸國（478年）              |              |    |      |          |      |
| 以討沈攸之之功封，食邑3700戶 |              |    |      |          |      |
| 代數                         | 封爵         | 謚 | 姓名 | 在位時間 | 備註 |
| 1                            | 安陸郡開國公 |    | 黃回 | 478年    |      |
| 伏誅，國除                   |              |    |      |          |      |

### 南朝齊安陸國（482年—494年）
| 安陸國（482年—494年）丨食邑2000戶 |          |    |        |             |              |
| 代數                              | 封爵     | 謚 | 姓名   | 在位時間    | 備註         |
| 1                                 | 安陸郡王 |    | 蕭子敬 | 482年—494年 | 齊武帝第五子 |
| 伏誅，國除                        |          |    |        |             |              |

### 南朝齊安陸國（494年—499年）
| 安陸國（494年—499年）/湘東國（499年—502年）丨食邑2000戶 |                   |      |        |             |              |
| 代數                                                    | 封爵              | 謚   | 姓名   | 在位時間    | 備註         |
| 1                                                       | 安陸郡王          | 昭王 | 蕭緬   | 494年追封   | 蕭道生第三子 |
| 2                                                       | 安陸郡王→湘東郡王 |      | 蕭寶晊 | 494年—502年 | 蕭緬子       |
| 伏誅，國除                                              |                   |      |        |             |              |

## 徵引文獻及註釋
1. 1 2  《宋書 卷三十六 志第二十六》
2. ↑  《南齊書 卷十五 志第七》
3. 1 2 3 4  《舊唐書 卷四十 志第二十》
4. ↑  《资治通鉴·卷第一百六十二·梁纪十八》[太清三年]十一月，乙卯，葬武皇帝于修陵，庙号高祖。[……]詧既与湘东王绎为敌[……]丞相泰令东阁祭酒荣权使于襄阳。绎使司州刺史柳仲礼镇竟陵以图詧[……]仲礼至安陆，安陆太守沈勰以城降之。仲礼留长史马岫与其弟子礼守之，帅众一万趣襄阳[……]
5. ↑  《周書·卷二·帝紀第二》[大統]十五年春[……]梁司州刺史柳仲礼以本朝有难，帅兵援之。梁竟陵郡守孙皓举郡来附，太祖使大都督符贵往镇之。及景克建业，仲礼还司州，率众来寇，皓以郡叛。太祖大怒。冬十一月，遣开府杨忠率兵与行台仆射长孙俭讨之，攻克随郡。忠进围仲礼长史马岫于安陆。[……]十六年春正月，柳仲礼率众来援安陆，杨忠逆击于淙头，大破之，擒仲礼，悉虏其众。马岫以城降。[……]十七年春三月[……]梁邵陵王萧纶侵安陆，大将军杨忠讨擒之。[……]
6. 1 2  《隋書 卷三十一 志第二十六》
7. ↑  《宋書 卷九十四 列傳第五十四》
8. ↑  《南齊書 卷三十八 列傳第十九》
9. 1 2  《梁書 卷二十八 列傳第二十二》
10. 1 2  《梁書 卷十八 列傳第十二》
11. ↑  《唐故中书舍人集贤院学士安陆郡太守苑公墓志铭并序》
12. ↑  《唐刺史考全编》
13. ↑  《宋書 卷八十三 列傳第四十三》：“改封安陸郡公，增邑二千戶，并前三千七百戶。”